# (400352) 2007 VA100
(400352) 2007 VA100 es un asteroide perteneciente al cinturón de asteroides descubierto el 24 de octubre de 2007 por el equipo del Mount Lemmon Survey desde el Observatorio del Monte Lemmon, Arizona, Estados Unidos.

## Designación y nombre
Designado provisionalmente como 2007 VA100.

## Características orbitales
2007 VA100 está situado a una distancia media del Sol de 2,573 ua, pudiendo alejarse hasta 2,868 ua y acercarse hasta 2,277 ua. Su excentricidad es 0,114 y la inclinación orbital 2,738 grados. Emplea 1507,77 días en completar una órbita alrededor del Sol.

## Características físicas
La magnitud absoluta de 2007 VA100 es 17,5. 